# マルクランド

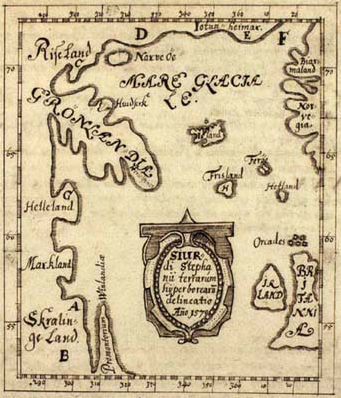
1570年にアイスランドで作成されたとされるスカールホルトの地図

マルクランド（古ノルド語: Markland）は、西暦1,000年頃にレイフ・エリクソンが発見した、北アメリカ大陸大西洋岸の3つの土地のひとつとされる地名である。ヘルランドの南、ヴィンランドの北に位置する。
ノース人がこの地に定住したという記録はないが、木材を調達するためにグリーンランドから何度か遠征に来ていたのではないかと推定される。1347年のアイスランドの文書には、マルクランドから帰路に就いた船が途中で航路を外れ、アイスランドに辿り着いたと記されているが、マルクランドがどこであるかの詳細な記述はない。

## 位置
ヴィンランドとされるニューファンドランド島から北方のタイガの密林地帯に位置するため、マルクランドは現在のカナダのラブラドール地方の一部であったと考えられている。その他の可能性としては、ポーキュパイン岬の周辺が挙げられている。この地域の気候や植生は、中世の温暖期や小氷期によって、サガに記された時代から大きく変化しているかもしれない。
ヘルランドとされる土地はバフィン島からラブラドール地方沿岸の北部、グロスウォーター湾沿いのあたりまでその可能性を残すため、ラブラドール地方沿岸のある地域を特定することは困難である。

## サガ
グリーンランド人のサガには、ビャルニ・ヘルヨルフソンか最初に記録した航路を辿って、1002年あるいは1003年にレイフが旅立ったと書かれている。レイフが最初に辿り着いた土地は、平らな岩（古ノルド語: Hella）で覆われていたため「岩の国（Helluland）」と名づけた。次にレイフは平坦で森に覆われ、白い砂浜のある土地に辿り着き、そこを「森の国（Markland）」と名づけた。グリーンランドには小さな森がひとつあるのみで、木材は流木か交易に頼るのが通常であったため、そこでレイフは乗組員に木々を伐採させ、グリーンランドに持ち帰った。またこのサガには、1010年頃にソルフィン・ソルザルソンが率いる160人の男女が冬囲いのためマルクランドに定住したと記されている。

## ノルド語以外の記録
中世における北欧以外のマルクランドについて書かれた記録は、14世紀前半にミラノの修道士であるガルヴァノ・フィアンマによって記された年代記が唯一のものである。1492年のクリストファー・コロンブスの航海以前では、新世界について言及されているのは、知られている限りこれのみである。